# IndiGo
Pour les articles homonymes, voir Indigo (homonymie).
Go IndiGo
Indigo ou Indigo Airlines (code IATA : 6E ; code OACI : IGO) est une compagnie aérienne à bas prix indienne.

Sa plate-forme de correspondance aéroportuaire est située à l'aéroport international Indira-Gandhi et son siège social est à Gurgaon. Il s'agit du premier acteur indien avec 32 % de parts de marché.

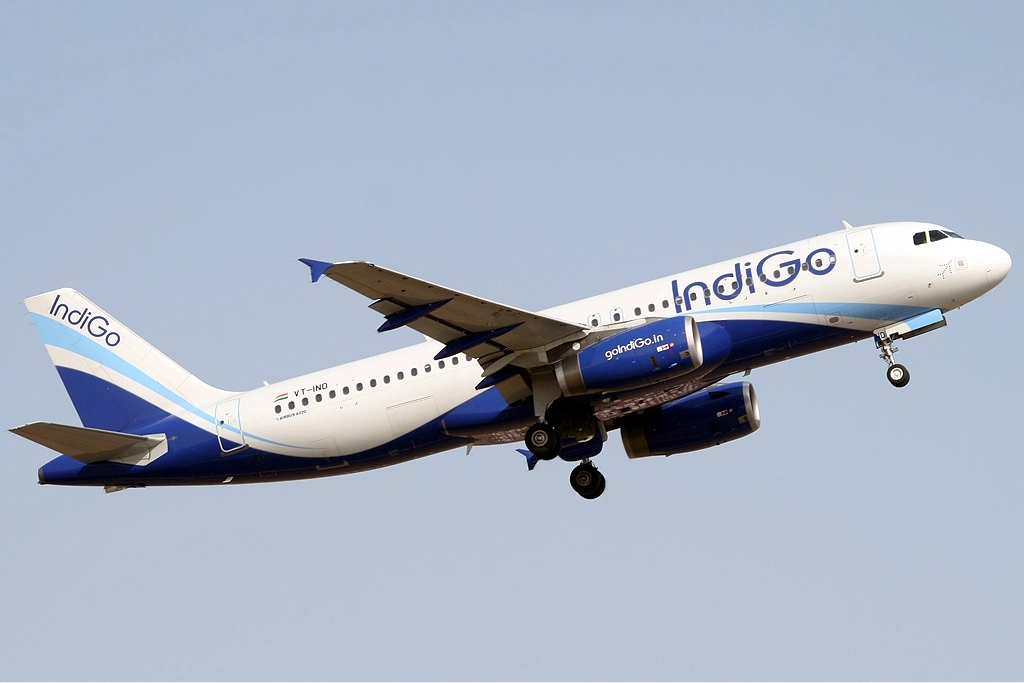
Airbus A320-200.

## Historique
IndiGo a été fondée en 2006 en tant que société privée par Rahul Bhatia d’InterGlobe Enterprises et Rakesh Gangwal, un NRI (Non-Resident Indian ou « Indien résident à l'étranger » en français) basé aux États-Unis. InterGlobe détenait 51,12 % du capital d'IndiGo et 47,88 % du capital de la société Caelum Investments de Gangwal, en Virginie. IndiGo a passé une commande ferme de 100 appareils A320-200 d’Airbus en juin 2005 et devrait commencer ses activités au milieu de l'année 2006. IndiGo a réceptionné son premier avion le 28 juillet 2006, presque un an après la commande. Elle a commencé ses opérations le 4 août 2006 avec un service de New Delhi à Imphal via Guwahati. À la fin de 2006, la compagnie aérienne possédait six avions et neuf autres ont été acquis en 2007. En décembre 2010, IndiGo a remplacé le transporteur national Air India en tant que troisième transporteur en importance en Inde, derrière Kingfisher Airlines et Jet Airways, avec une part de marché passagers de 17,3 %.

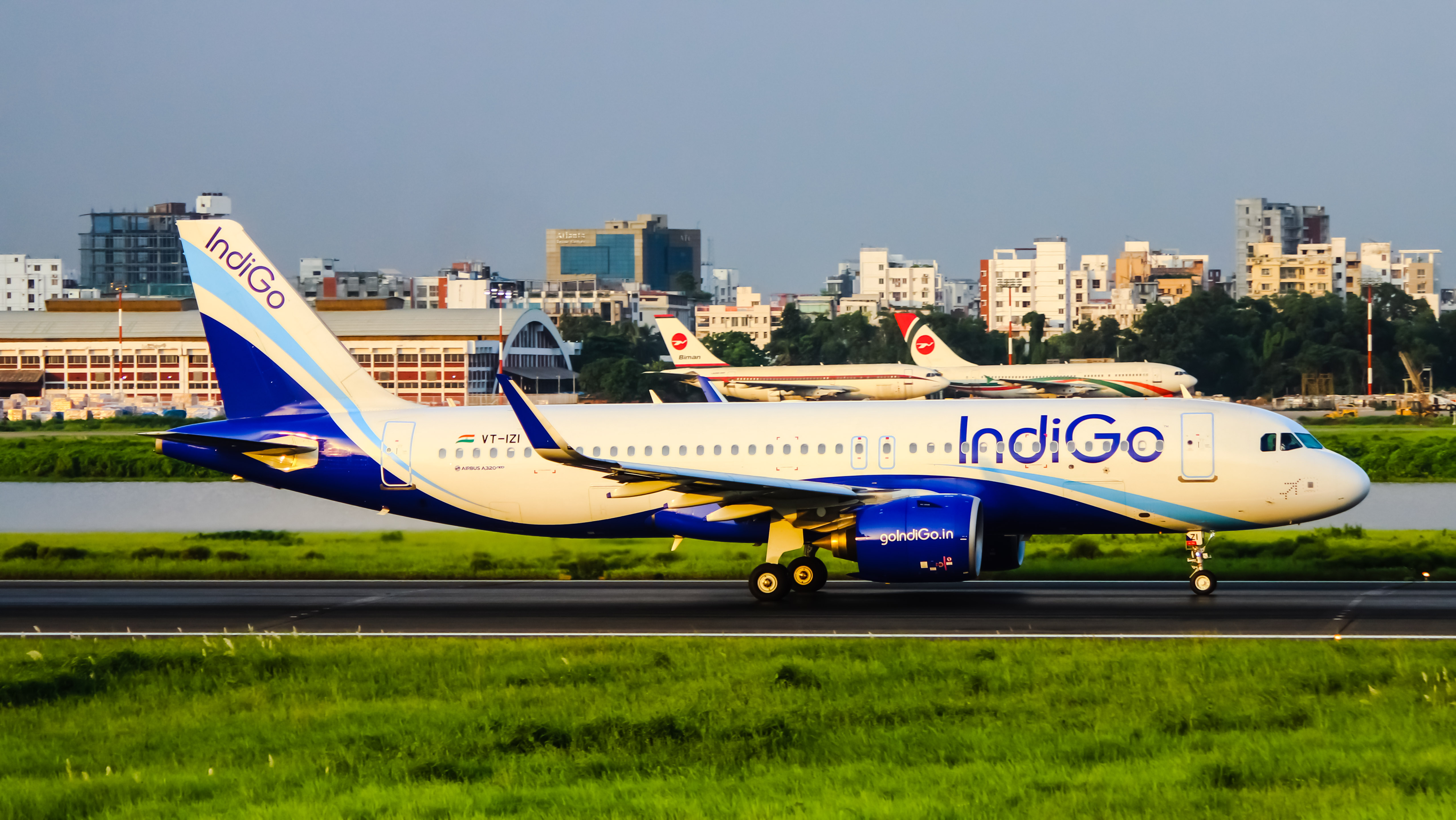
Un A320neo de la compagnie

En 2011, IndiGo a passé une commande portant sur 180 appareils Airbus A320 pour un montant de 15 milliards de dollars américains. En janvier 2011, après cinq années d’exploitation, la compagnie aérienne a obtenu l’autorisation de lancer des vols internationaux. En décembre 2011, la DGAC a exprimé des réserves sur le fait que l'expansion rapide pourrait avoir une incidence sur la sécurité des passagers.
En février 2012, IndiGo a réceptionné son 50e avion, moins de six ans après le début de ses opérations. Pour le trimestre se terminant en mars 2012, IndiGo était la compagnie aérienne la plus rentable en Inde et est devenue la deuxième compagnie aérienne en Inde en termes de part de marché passagers. Le 17 août 2012, IndiGo est devenue la plus grande compagnie aérienne indienne en termes de part de marché dépassant celle de Jet Airways, six ans après le début de ses activités.
En janvier 2013, IndiGo était le deuxième transporteur low cost à la croissance la plus rapide en Asie derrière la compagnie aérienne indonésienne Lion Air. En février 2013, à la suite de l'annonce par le ministère de l'aviation civile d'autoriser IndiGo à ne prendre livraison que de cinq appareils cette année-là, la compagnie aérienne envisageait d'introduire des vols régionaux à bas prix en créant une filiale. Plus tard, IndiGo a annoncé qu'elle envisageait d'obtenir l'autorisation du ministère pour acquérir quatre autres avions, prenant ainsi livraison de neuf appareils en 2013. En mars 2014, IndiGo était le deuxième transporteur low cost en Asie en termes de sièges volés.
En août 2015, IndiGo a passé une commande de 250 appareils Airbus A320neo d'une valeur de 27 milliards de dollars, ce qui en fait la plus grosse commande de l'histoire d'Airbus. IndiGo a annoncé le 19 octobre 2015 une première offre publique de 32 milliards de livres sterling (460 millions de dollars US), qui a été ouverte le 27 octobre 2015.
Le 29 octobre 2019. IndiGo signe une méga commande de 300 appareils du constructeur airbus des A320neo, A321neo et des A321XLR.
IndiGo est le plus gros exploitant de la famille A320neo au monde avec 730 exemplaires en commande.
En 2023, IndiGo signe le plus gros contrat de l'histoire de l'aviation civile en commandant 500 appareils à Airbus.
En juin 2025, IndiGo a signé un protocole d’accord avec Delta Air Lines, Air France-KLM et Virgin Atlantic visant à créer un partenariat stratégique renforçant la connectivité entre l’Inde, l’Europe et l’Amérique du Nord, avec l’ambition d’une expansion mondiale à terme. Ce partenariat prévoit une coopération élargie en matière de réseaux, de programmes de fidélité, de fret et de partage de code, permettant aux clients d’IndiGo d’accéder à plus de 30 destinations européennes via Amsterdam et à de nombreuses villes américaines via Manchester et Atlanta. Il s’accompagne du lancement de nouvelles liaisons, notamment Hyderabad–Amsterdam pour KLM et Mumbai - Amsterdam pour Indigo, et du déploiement de six Boeing 787 en location chez Norse en attendant les 60 Airbus A350 commandés.

## Flotte
En mai 2025, les appareils suivants sont en service au sein de la flotte d'IndiGo :
En avril 2017, la moyenne d'âge de la flotte d'IndiGo était de 5,2 ans.
Le 17 août 2015, la compagnie signe l'achat de 250 A320neo à Airbus, qui viennent s'ajouter à ceux commandés en 2011. 
Le 10 mars 2016, elle reçoit son premier A320neo. C'est la deuxième compagnie aérienne à le mettre en service, après Lufthansa.
Le 29 octobre 2019, IndiGo signe une commande de 300 appareils du constructeur airbus des A320neo, A321neo et des A321XLR.
Le 19 juin 2023, l'entreprise a signé une commande ferme pour une nouvelle acquisition de la famille A320neo, qui compte 500 exemplaires. Les types d'appareils de ce contrat ne sont pas encore précisés. Celui-ci est, dans l'historique de l'aviation commerciale, le plus grand contrat jamais conclu en tant que commande ferme.

## Galerie

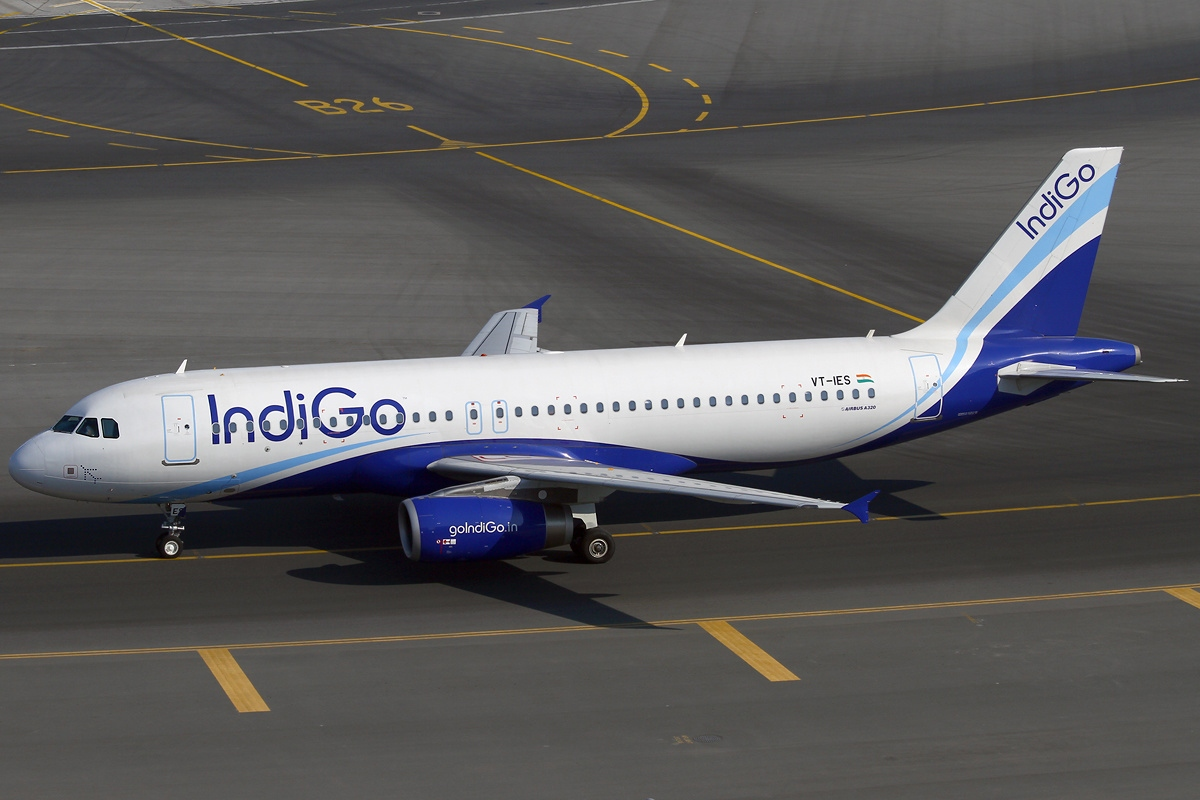
Airbus A320-232 d'IndiGo.
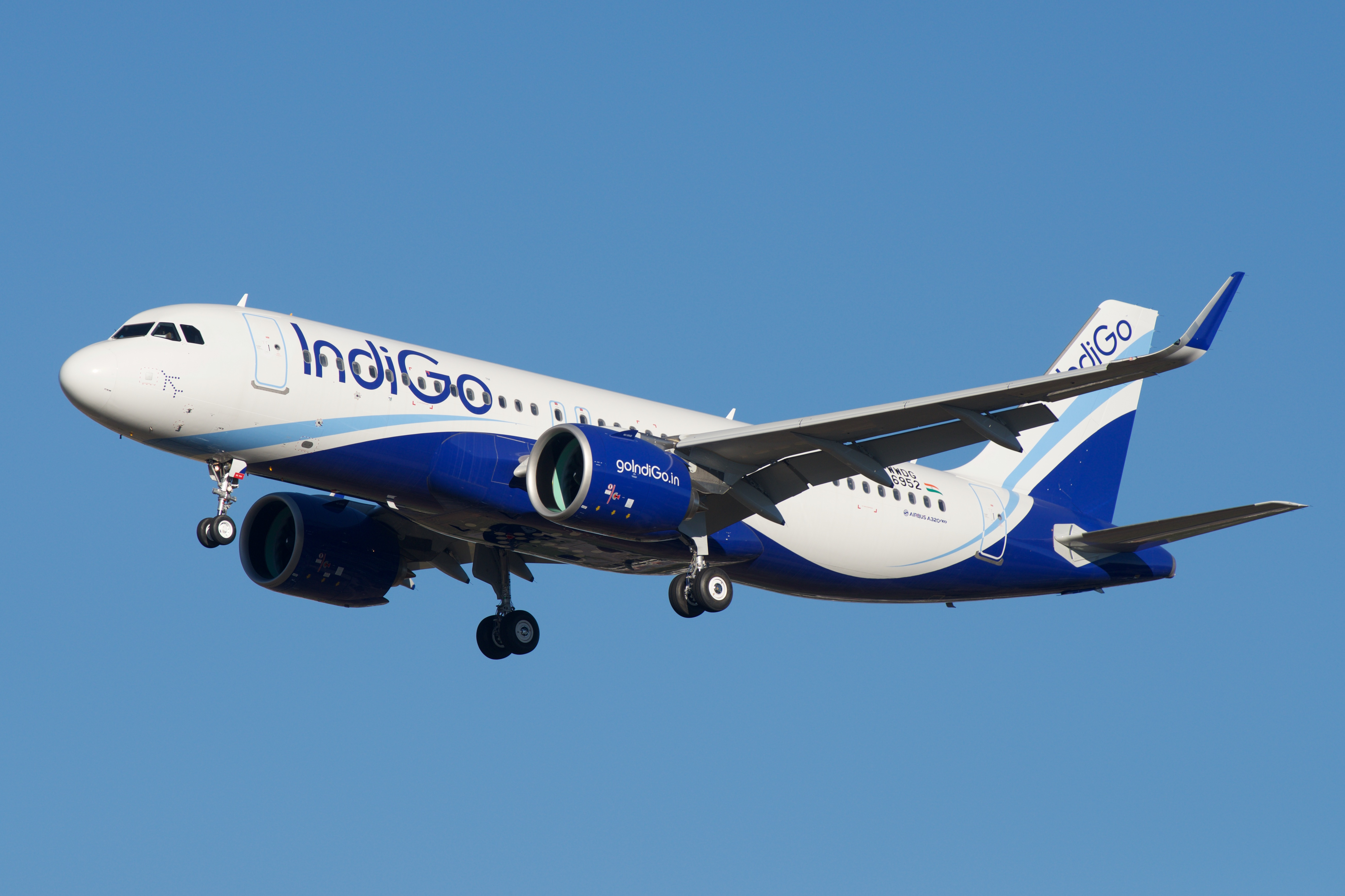
Airbus A320neo d'IndiGo
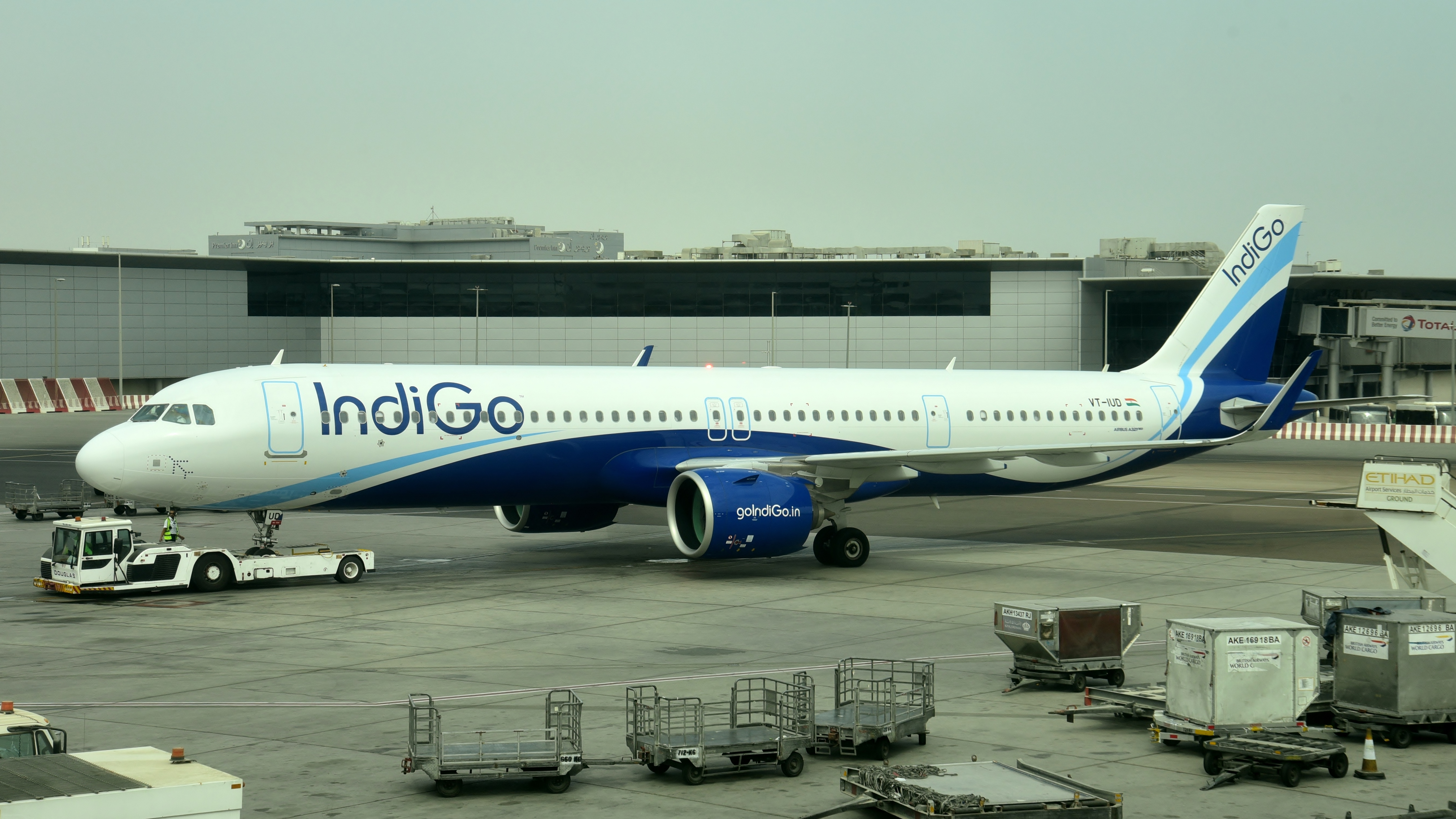
Un Airbus A321neo (VT-IUD) à Abu Dhabi

## Destinations
Depuis octobre 2019, IndiGo opère plus de 1 400 vols quotidiens vers 83 destinations, dont 60 en Inde et 23 à l'international. Sa base principale est située à Delhi, avec des bases supplémentaires à Bangalore, Chennai, Hyderabad, Kolkata, Mumbai, Jaipur et Ahmedabad.
IndiGo a obtenu sa licence pour opérer à l'international en janvier 2011, après cinq années d'activité. Son premier vol international a été lancé le 1er septembre 2011 entre New Delhi et Dubaï.
En juillet 2025, la compagnie franchit une nouvelle étape dans son développement international en lançant des vols directs vers Amsterdam et Manchester, rendus possibles grâce à l’intégration du Boeing 787 dans sa flotte.
En octobre 2025, IndiGo prévoit d’ajouter l’aéroport de Londres Heathrow à son réseau international, renforçant sa présence en Europe.

## Contrats
En janvier 2011, IndiGo a conclu un protocole d'accord pour une commande 180 Airbus A320, dont 150 A320neo, ce qui constituerait selon Airbus un record historique pour ce qui est du nombre d'avions civils commandés. Au prix catalogue, cette commande représente 16,4 milliards de dollars, cependant cette somme est peu significative, dans la mesure où les compagnies aériennes peuvent bénéficier d'importants rabais.
Le 15 octobre 2014, Airbus annonce qu'Indigo lui a passé un protocole d'accord pour une commande de 250 avions moyen-courriers de type A320, un contrat évalué à 19,8 milliards d'euros au prix catalogue. C'est la plus grosse commande jamais enregistrée par Airbus. IndiGo ne détermine pas à ce moment comment son achat se répartit entre des A320neo et des A321neo. Airbus annonce finalement le 17 août 2015 qu'il s'agira de 250 Airbus A320neo pour un prix catalogue de 26,55 milliards de dollars. Le premier A320neo, équipé de moteurs Pratt & Whitney PW1100G, est pris en compte par la compagnie le 10 mars 2016.
Le 9 mai 2017 la compagnie signe une lettre d'intention portant jusqu'à 50 ATR72-600. Le premier appareil est livré le 17 novembre 2017.
Le 29 octobre 2019. IndiGo signe une méga commande de 300 appareils du constructeur Airbus des A320neo, A321neo et des A321XLR.
IndiGo est le plus gros exploitant de la famille A320neo au monde avec 730 exemplaires en commande.
Le 19 juin 2023, lors de l'ouverture du Salon de l'aéronautique du Bourget, près de Paris, la compagnie passe une commande ferme de 500 monocouloirs de la famille Airbus A320neo. La commande représente une somme de 50,4 milliards d'euros au prix catalogue. Il s'agit en volumes de la plus large commande de l'histoire de l'aéronautique civile.

## Annexe